# Nicolas Dieterlé
Pour les articles homonymes, voir Dieterle.
Nicolas Dieterlé est un poète, peintre et dessinateur français né le 28 août 1963 et mort le 25 septembre 2000. Il est l'auteur de plusieurs recueils de proses et de poèmes dont la plus grande partie sont maintenant publiés.
Il a réalisé également de nombreux dessins et peintures qui font régulièrement l'objet d'expositions.

## Biographie[2]
L’histoire de la famille de Nicolas Dieterlé est marquée par le protestantisme. Ses grands-parents paternels, missionnaires en Afrique pendant trente ans, et ses grands-parents maternels étaient d’ardents défenseurs de la foi protestante.
Son enfance se passe en Afrique, au Ghana puis au Cameroun dans un hôpital de brousse de l’église protestante où son père est chirurgien. Il fait ses études secondaires à Grenoble. Il est passionné de lecture, de dessin et de musique classique.
Des textes de son journal personnel de 1981-1982, construit autour de deux voyages en Irlande et à New York, montrent son « mal-vivre » dans les grandes villes, ce qui vaut aussi pour Paris où il vient de s’installer. En 1981, il entreprend des études en histoire de l’art, puis entre à l’Institut d'études politiques dont il obtient le diplôme en 1986.
Il fait son objection de conscience dans un centre de documentation (1987-1989), puis débute en 1989 une vie professionnelle difficile comme journaliste indépendant. Il rédige des piges pour des parutions de divers types (économiques, universitaires…).
En 1991, il expose deux fois certaines de ses œuvres, la première fois, de façon indépendante au Foyer de la rue de Vaugirard et ensuite en Bretagne avec d’autres jeunes peintres. Ce sont les seules expositions qui auront lieu de son vivant.
En 1994-1995, il est rédacteur en chef adjoint de Valeurs vertes, journal spécialisé sur l’environnement. Il refuse alors une proposition d’embauche stable et la sécurité matérielle, faisant le choix de continuer à consacrer la plus grande partie de son temps à l’écriture et au dessin. Il collabore à Témoignage chrétien et à d’autres parutions religieuses et, dans les derniers mois de sa vie, à la revue Actualité des religions.
En 1994 et 1997, il retourne pour de brefs séjours en Afrique : au Bénin, puis au Cameroun.
En mars 2000, il s’installe dans le sud-est de la France et commence à préparer une biographie de Novalis.
Nicolas Dieterlé s’est donné la mort le 25 septembre 2000.

## Regards sur l'œuvre

### Le poète
L'œuvre de Nicolas Dieterlé est une méditation sur la vie, sur la vérité et sur la poésie. En témoigne le début de son livre Ici pépie le cœur de l'oiseau mouche : « le toit des voitures est verni par le gel ; les branches des arbres crissent contre le ciel  Dans l’allée, en passant, j’ai entendu le chant pointu, pareil à une mince flèche tournoyante, d’un oiseau invisible ». Cette image de l'oiseau, constante dans l'œuvre, se retrouve dès le premier fragment de La pierre et l'oiseau : « Au fond de moi, j'ai l'impression d'être immobile, d'une immobilité suspendue, magique, à la façon dont un oiseau planant très haut dans les airs nous semble immobile, à nous qui le regardons depuis la terre.»
Un autre thème, tout aussi récurrent est celui du rêve. L'influence du romantisme allemand est ici clairement perceptible, de Novalis à Jean Paul, même si le caractère autobiographique reste toujours évident. En témoigne, par exemple, le dernier fragment de Ici pépie le cœur de l'oiseau mouche : « on m’avait désigné pour une mission exceptionnelle. Je devais partir explorer l’espace grouillant d’étoiles en compagnie d’une jeune amie qui m’était chère. J’étais fier d’une telle distinction : rares étaient ceux qui étaient élus pour une tâche aussi héroïque. J’en étais aussi étonné : je me considérais comme trop peu fiable, trop peu confiant en moi, trop peu armé aussi, trop démuni intérieurement, pour affronter les dangers inhérents à cette entreprise. Et si j’échouais lamentablement ? C’était ma grande crainte inavouée. Je cachais cette peur à mon entourage, à mon amie même. L’angoisse n’en était que plus forte, plus venimeuse ».
La poésie de Nicolas Dieterlé est attention au chant d’un oiseau invisible, immobile, planant, mais cette attention n'est pas vaine. Elle engage tout l'être, elle comporte un enjeu vital: « Le service de la poésie et celui de l'âme impliquent mon indépendance par rapport à toute confession religieuse, toute profession, tout embrigadement que ce soit. Car le poète, le serviteur de l'âme, est essentiellement un sauvage, un hors-la-loi.» Dans la droite ligne de Novalis, Nicolas Dieterlé place la poésie au-dessus de tout mode de connaissance : « Poésie : puits de silence où luit, tout au fond, l’eau immobile et fériée du Verbe ». « Qu’est-ce que la poésie ? Une manière de contourner le monde pour voir, derrière, le Monde ».

### Le peintre
Nicolas Dieterlé a laissé une importante œuvre picturale. L'étrange est présent dans chacune de ses compositions, pleines de souvenirs intimes et de symboles indéchiffrables.
Comme dans l'œuvre écrite, nombreux sont les dessins et les  peintures de Nicolas Dieterlé qui se réfèrent explicitement au monde du rêve, à la fois incompréhensible et prégnant.

### Littérature
- L’Aile pourpre, Éditions Arfuyen, 2004. Notes mars-septembre 2000, postface de Régis Altmayer.
- Ici pépie le cœur de l'oiseau mouche, Éditions Arfuyen, 2008.
- Afrique et autres récits, Éditions Arfuyen, 2013.
- Journal de Baden, Éditions Arfuyen, 2021.  (ISBN 978-2-845-90308-1). Préface d'Yves Leclair.

### Spiritualité
- La Pierre et l'Oiseau. Journal spirituel 1994-2000 suivi de lettres et textes divers, Genève, Labor et fides, 2003. Préface de Michel Cornuz.

### Catalogue de l'œuvre peint
- De la figure au paysage-Un art poétique, catalogue raisonné des peintures et dessins de N. Dieterlé, Libel, 2013. Avant-propos Pierre Encrevé, Préface Gaettano Persechini
- Nicolas Dieterlé, La poétique du trait, Lyon, Libel, 2018, préface de Lorand Hegyi.

### Essai sur l’œuvre
- Annpôl Kassis et Gaetano Persechini, Nicolas Dieterlé, Souffle et couleur poétiques, Paris, Éditions du Cygne, 2011, 70 p. (ISBN 978-2-84924-257-5), préface de Maggy de Coster.